# Afghan Girl

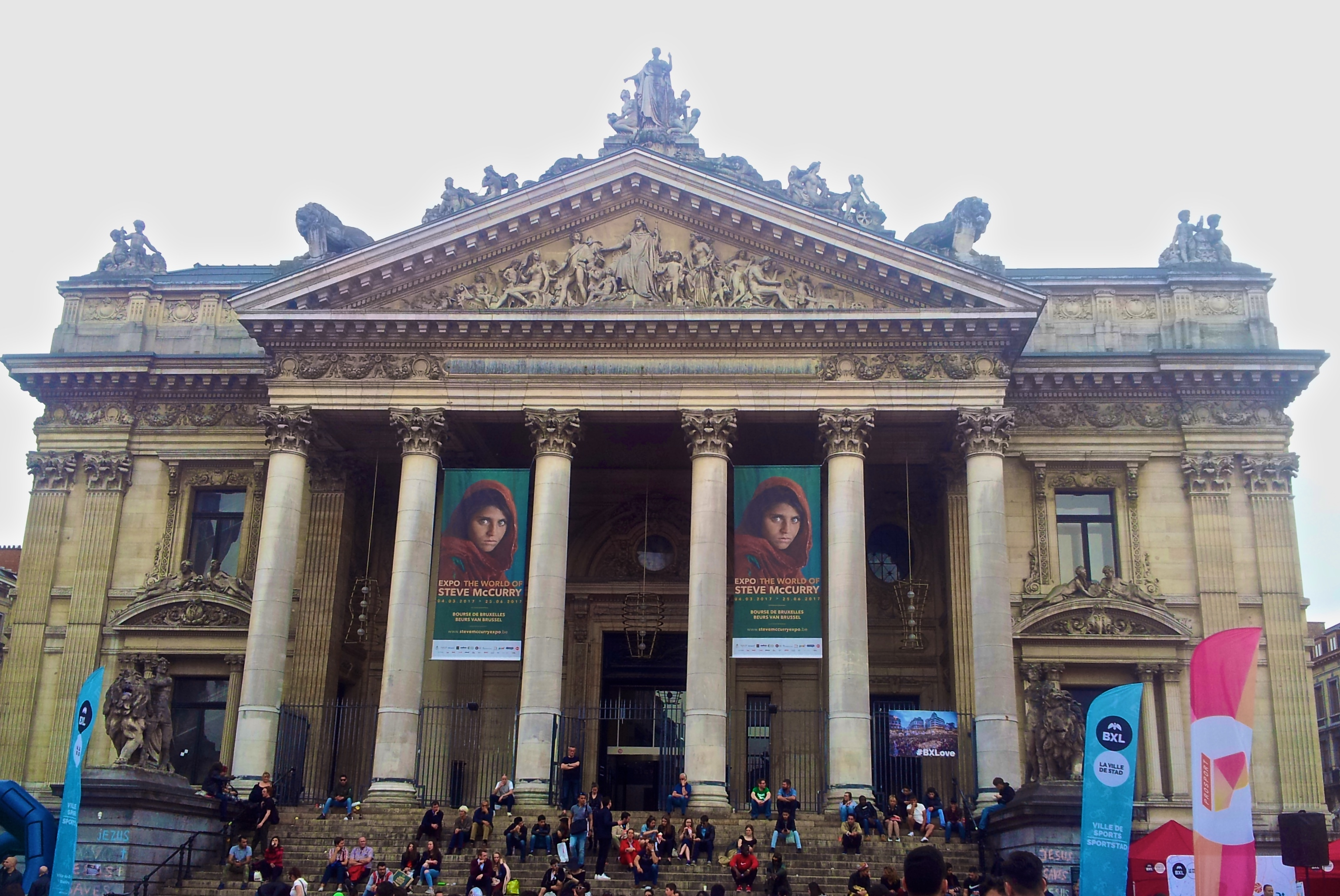
L'exposition The World of Steve McCurry au Palais de la Bourse/Beurspaleis de Bruxelles en mai 2017.

Afghan Girl est un portrait photographique d'une jeune femme afghane nommée Sharbat Gula (ou Sharbat Bibi) en 1984, pris par le photojournaliste américain Steve McCurry dans un camp de réfugié au Pakistan.

## Circonstances
La photographie est apparue sur la couverture de juin 1985 du National Geographic. Elle est marquée par les yeux verts de la jeune femme avec un regard intense vers la caméra. L'identité du sujet de la photo n'est pas connue au départ, mais au début de 2002, elle a été identifiée. Sharbat Gula est une enfant pachtoune vivant dans le camp de réfugiés de Nasir Bagh (en) au Pakistan pendant l'occupation soviétique de l'Afghanistan lorsqu'elle a été photographiée.
La photographie a été comparée à la peinture La Joconde de Léonard de Vinci et est devenue un symbole de l'Afghanistan en Occident.